# Piramide van Senoeseret II
De Piramide van Senoeseret II of de Piramide van El-Lahoen is de piramide die farao Senoeseret II liet bouwen in El-Lahun, bij de Fayum.

## Bouwgeschiedenis
De piramide werd gebouwd door Senoeseret II in de 12e dynastie, maar de bedekking van de piramide werd al in de oudheid verwijderd en grotendeels hergebruikt door Ramses II. De piramide was in de oudheid ook al geplunderd en werd pas in 1890 voor het eerst weer betreden door de Britse archeoloog William Flinders Petrie. Voordien was de plaats al bezocht door Karl Richard Lepsius, maar het is vooral Petrie die het gebied onderzocht. Later zijn door C.M. Miller de arbeidersdorpen ontdekt.

## Architectuur

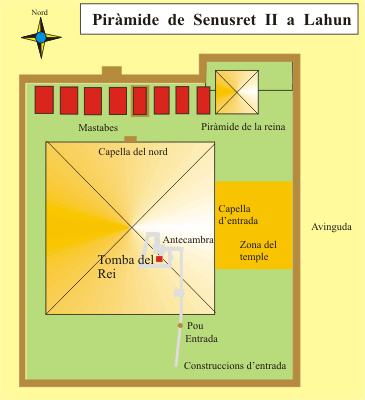
Plan van het complex

### Daltempel en processieweg
De daltempel is zwaar beschadigd en het is voor archeologen onmogelijk om zelfs een grondplan te reconstrueren. Ze lag 1 kilometer ten zuiden van de piramide. De processieweg is ook grotendeels verdwenen en nog niet aan grote archeologische opgravingen onderworpen. Ze was alleszins vrij breed en lag ten zuiden van de piramide.

### Dodentempel
De dodentempel is ook niet bewaard gebleven, maar was alleszins opgebouwd uit graniet. Samen met de piramide was ze ommuurd en gebouwd in de geest van het complex van Djoser

### Piramide
De piramide was oorspronkelijk 48 meter hoog en de zijden waren 106 meter lang. De piramide stond boven op een heuvel en was gebouwd volgens een volkomen nieuwe techniek. De piramide was gebouwd uit kalksteensblokken die diagonaal waren geplaatst en de ruimte ertussen was opgevuld met tichels en gruis. De piramide werd dan bedekt met kalksteenplaten. Dit zorgde ervoor dat de piramide veel gemakkelijker te construeren was, maar anderzijds veel minder duurzaam.
De ingang lag verborgen onder het graf van een koningin.De ingang van de piramide lag niet zoals gebruikelijk in het noorden, maar in het zuiden. Volgens de traditie lag de ingang in het noorden zodat de farao zijn plaats kon innemen bij de noordpool, maar deze traditie begon in het Middenrijk af te nemen en het leek de bouwers ook veiliger om de toegang tot de piramide beter te verbergen van grafrovers. Via de toegang van het graf leidde een lange weg naar de granieten grafkamer. Daar stond de sarcofaag van de farao in roze graniet, gemaakt uit een stuk steen en te groot om door de huidige ingang te passen.

### Mastaba's
Ten noorden van de piramide stonden acht mastaba's die bedoeld waren voor de koninklijke familie. Deze waren op dezelfde wijze gebouwd als de piramide.

### Bijpiramide
In het noordoosten stond een kleinere piramide die mogelijk diende als rustplaats voor de koningin. Dit is echter niet helemaal zeker en het is ook mogelijk dat de piramide diende voor de cultus van de farao.

## Schat van el-Lahoen
Ten westen van de ingang van de piramide zijn in de tombe van prinses Sithathorioenet door Petrie enkele uitzonderlijke grafgiften ontdekt. Ze behoren tot de mooiste die ooit zijn gevonden in het Oude Egypte. Tot de grafgiften behoren gouden ringen, pectoralen, een uraeus en gouden kettingen. Deze zijn nu te bewonderen in het Egyptisch Museum van Caïro en het Metropolitan Museum in New York.

## Galerij

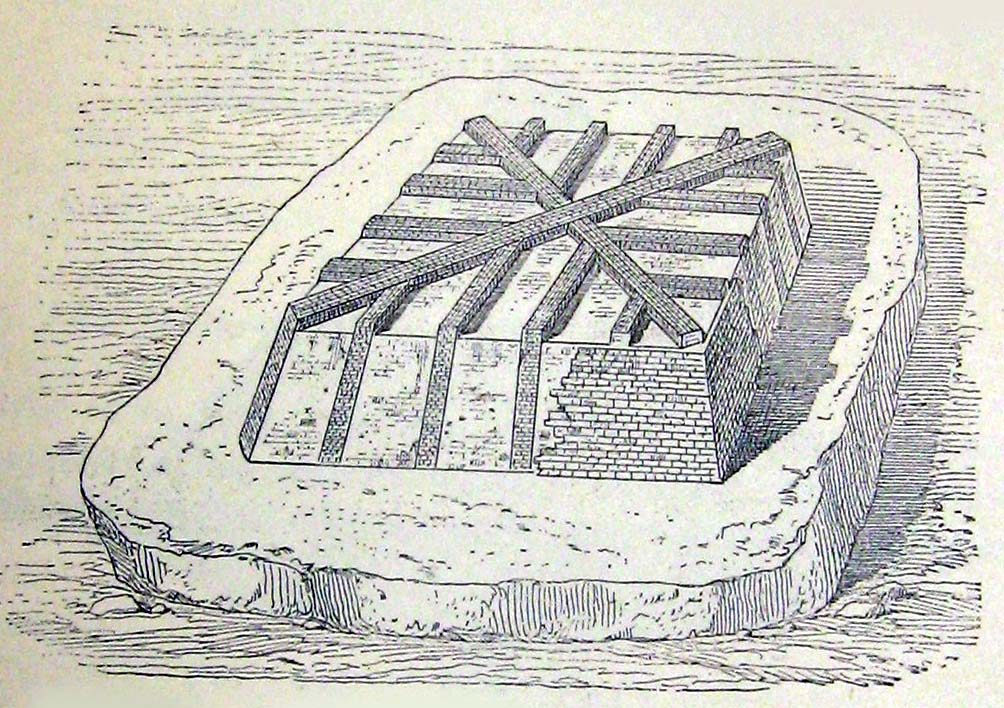
Opbouw van de piramide (1882), Histoire de l'art dans l'antiquité
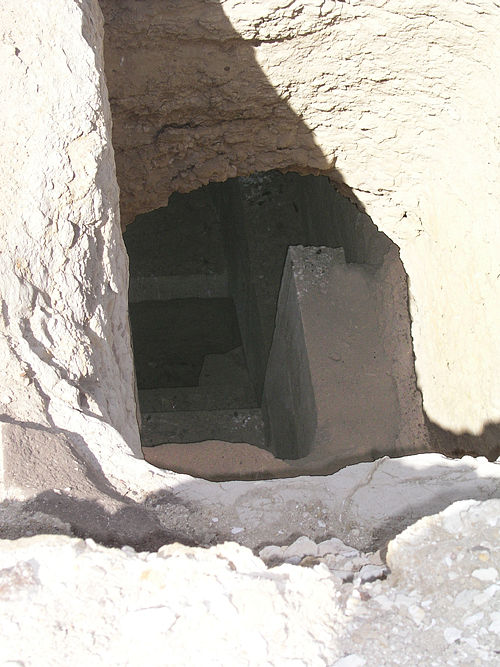
Ingang van de piramide
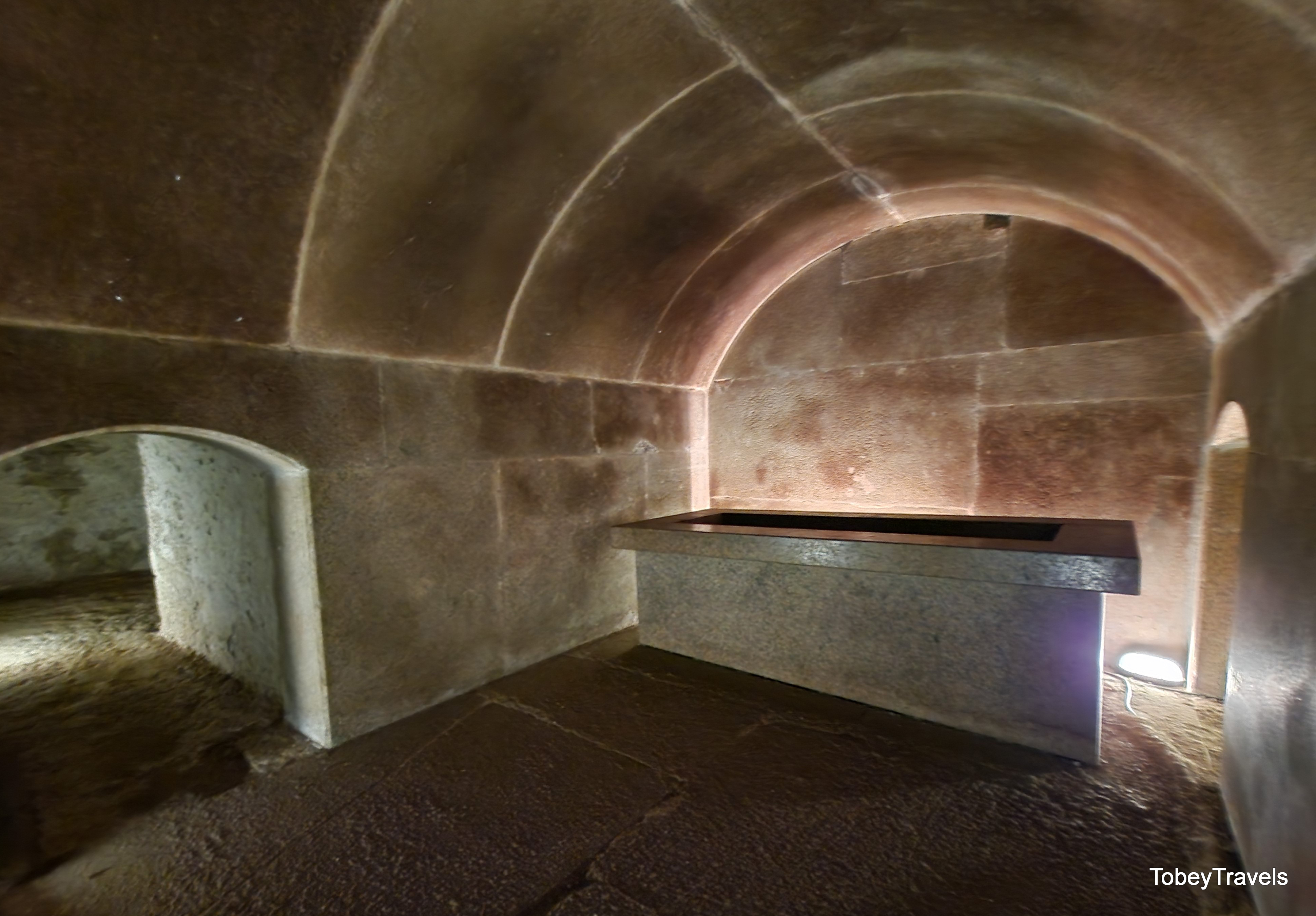
Sarcofaag van Sésostris II (2022)
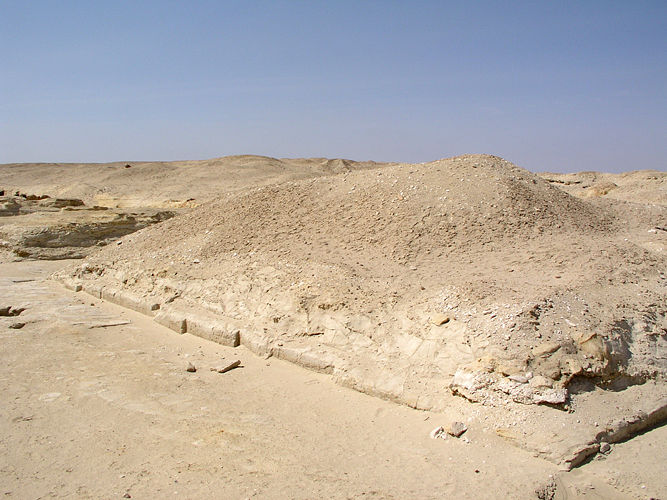
De kleine bijpiramide
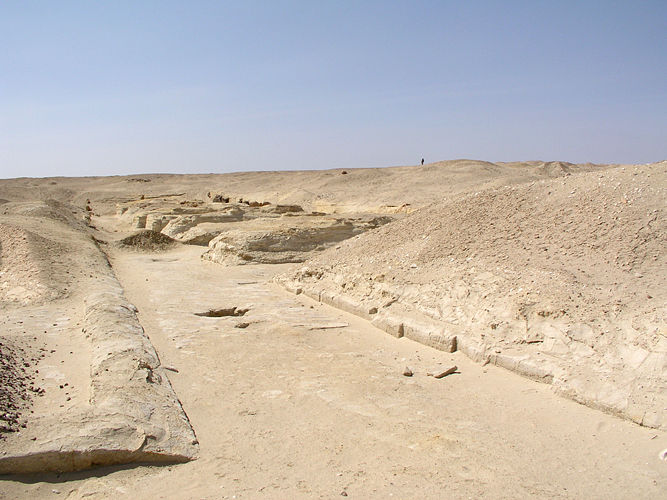
De Mastaba's